# Ian Wilson (Kameramann)
Ian Wilson (* 23. April 1939 in London; † 20. Januar 2021) war ein britischer Kameramann.

## Leben
Ian Wilson studierte Grafikdesign und Filmtechnik an der Nottingham School of Art und an der London International Film School. In den 1960er-Jahren war er als Kameramann für die Vereinten Nationen tätig und machte Aufnahmen für Dokumentationen in Griechenland. 1966 arbeitete er erstmals als Chefkameramann beim Film Private Right von Michael Papas. In der Folgezeit war er an Kurzfilmen, Werbefilmen oder Dokumentationen beteiligt. 1976 fotografierte er den Animationsfilm The Butterfly Ball (der auf dem Konzeptalbum The Butterfly Ball and the Grashopper's Feast des Deep-Purple-Bassisten Roger Glover basiert) und die Science-Fiction-Fernsehserie Quatermass von Piers Haggard.
1982 erhielt er eine BAFTA-Nominierung für die Miniserie Im Land des Feuerbaums von Roy Ward Baker. 1986 begann seine Zusammenarbeit mit dem britischen Regisseur und Drehbuchautor David Leland. Mit Leland arbeitete er an den Filmen Wish You Were Here – Ich wollte, du wärst hier, Lebensmüde leben länger und The Big Man. In den 1990er-Jahren war Wilson an Filmen wie Edward II, Backbeat, Jane Austens Emma und The Crying Game beteiligt. Für die Version von A Christmas Carol – Die Nacht vor Weihnachten mit Patrick Stewart erhielt er 1999 eine Emmy-Award-Nominierung.

## Filmografie (Auswahl)
- 1966: The Private Right, Regie: Michael Papas
- 1970: Tödliche Ferien, Regie: Robert Fuest
- 1971: Die Fratze (Fright), Regie: Peter Collinson
- 1971: Runter mit dem Keuschheitsgürtel, Regie: Bob Kellett
- 1972: Sir Gawain und der grüne Ritter, Regie: Stephen Weeks
- 1973: Die Nacht der lachenden Leichen, Regie: Peter Sykes
- 1973: Captain Kronos – Vampirjäger (Captain Kronos, Vampyre Hunter), Regie: Brian Clemens
- 1976: The Butterfly Ball, Regie: Tony Klinger
- 1979: Quatermass  (TV-Serie, 4 Folgen), Regie: Piers Haggard
- 1981: Im Land des Feuerbaums (Miniserie), Regie: Roy Ward Baker
- 1987: Wish You Were Here – Ich wollte, du wärst hier (Wish You Were Here), Regie: David Leland
- 1988: Dream Demon – Traumdämon (Dream Demon), Regie: Harley Cokeliss
- 1989: Lebensmüde leben länger (Checking Out), Regie: David Leland
- 1989: Erik der Wikinger (Erik the Viking), Regie: Terry Jones
- 1990: The Big Man, Regie: David Leland
- 1991: Edward II, Regie: Derek Jarman
- 1992: The Crying Game, Regie: Neil Jordan
- 1993: Geheime Verführung, Regie Howard Davies
- 1994: Backbeat, Regie: Iain Softley
- 1996: A Midsummer Night’s Dream, Regie: Adrian Noble
- 1996: Emma, Regie: Douglas McGrath
- 1997: Die Insel der Vogelstraße, Regie: Søren Kragh-Jacobsen
- 1998: Savior, Regie: Predrag Antonijević
- 1999: A Christmas Carol – Die Nacht vor Weihnachten (A Christmas Carol), Regie: David Hugh Jones
- 2002: Below, Regie: David Twohy
- 2003: I’ll Be There, Regie: Craig Ferguson